# اوبریدن (بایرن)
اوبریدن (بایرن) (به آلمانی: Oberrieden) یک شهر در آلمان است که در اونترالگوی واقع شده‌است. اوبریدن ۱٬۲۷۷ نفر جمعیت دارد.